# Kristin Cashore
Kristin Cashore,  född 1976, är en amerikansk fantasyförfattare. Hennes första bok, Graceling (med den svenska titeln De utvalda: Tankeläsaren), kom ut i oktober 2008. Ett år senare utkom hennes andra bok, Fire (på svenska De utvalda: Monstrets dotter). Den utspelar sig cirka 30 år innan Graceling och är en fristående bok. Den tredje boken, Bitterblue (på svenska De utvalda: hemligheternas rike), kom ut första maj 2012 och på svenska år 2013.  
2017 publicerades hennes fjärde bok, Jane, Unlimited (på svenska Jane och gåtornas hus), och ett år senare kom den ut på svenska. Detta är den första bok Cashore har publicerat som utspelar sig utanför Graceling-världen.
2021 återvände Cashore till Graceling med boken Winterkeep (De utvalda: Det främmande landet).